# Alain Chabat
Alain Chabat, född 24 november 1958 i Oran, Algeriet, är en algerisk-fransk manusförfattare, regissör och skådespelare.

## Filmografi (filmer som haft svensk premiär)

### Roller
- 1995 - Kvinna i slips - Laurent
- 1997 - Hund på två ben - Didier
- 2000 - I andras ögon - Deschamps
- 2002 - Astérix & Obélix - uppdrag Kleopatra - Julius Caesar
- 2006 - The Science of Sleep - Guy
- 2013 – Dagarnas skum
- 2025 – Asterix & Obelix: Tvekampen (TV-serie)

### Regi
- 1997 - Hund på två ben
- 2002 - Astérix & Obélix - uppdrag Kleopatra

### Manus
- 1997 - Hund på två ben
- 2002 - Astérix & Obélix - uppdrag Kleopatra